# Ácido rubazônico
O ácido rubazônico ou ácido rubazoico (nome sistemático: (4E)-4-[(5-hidroxi-3-metil-1-fenil-4,5-di-hidro-1H-pirazol-4-il)imino]-5-metil-2-fenil -2,4-di-hidro-3H-pirazol-3-ona) é um composto orgânico com a fórmula molecular C
20H
17N
5O
2
. Este composto de cor vermelho-escarlate é um corante, bem como um produto comumente formado a partir da oxidação de fenil-pirazolonas e compostos relacionados. O composto é conhecido desde 1887, porém não foi um composto bem estudado e há uma falta de métodos adequados para sua síntese. 

## Características
O ácido rubazônico é um sólido cristalino vermelho intenso que cristaliza na forma de grandes placas. É pouco solúvel em água, mas pode ser recristalizado a partir de sua solução em acetato de etila. Como o próprio nome diz, o composto é um ácido: reage com bases (como o hidróxido de sódio, NaOH) para formar sais chamados rubazonatos. Uma vez que contém grupos amina em sua estrutura, ele também reage com ácidos fortes, pelos quais é protonado formando um cátion.[carece de fontes?]
O ácido rubazônico é um produto comum de oxidação de compostos do tipo fenil-pirazolonas, os quais incluem alguns medicamentos analgésicos bem conhecidos como a antipirina e a dipirona. A reação desses compostos com oxidantes fortes como o peróxido de hidrogênio concentrado, dicromato de potássio, periodato ou iodo irá formar ácido rubazônico, tornando a solução vermelho-escarlate ou vermelho-purpúrea.[carece de fontes?]
O ácido rubazônico também ocorre na urina de pessoas que consumiram grandes quantidades de analgésicos pirazolônicos, causando-lhe uma descoloração avermelhada.

## Estrutura

Estrutura molecular do ácido rubazônico (tautômero di-ceto).

O ácido rubazônico é um corante azoico e também um ácido enólico (não-carboxílico). É constituído por duas unidades de fenil-pirazolona ligadas por seu carbono número 4 a um átomo de nitrogênio em comum compartilhado. O composto é um ceto-enol conjugado estabilizado por ressonância, com o estabelecimento de um híbrido de ressonância entre os anéis pirazolona e o nitrogênio compartilhado, o qual propicia a liberação do próton ácido e estabiliza o ânion resultante. O composto também pode exibir uma ligação de hidrogênio intramolecular entre o grupo ceto em um anel pirazolona e o grupo enol do outro anel.
Outros compostos químicos relacionados, mas com outros substituintes no lugar dos grupos fenil, também são frequentemente referidos na literatura científica como "ácidos rubazônicos". 

## Síntese

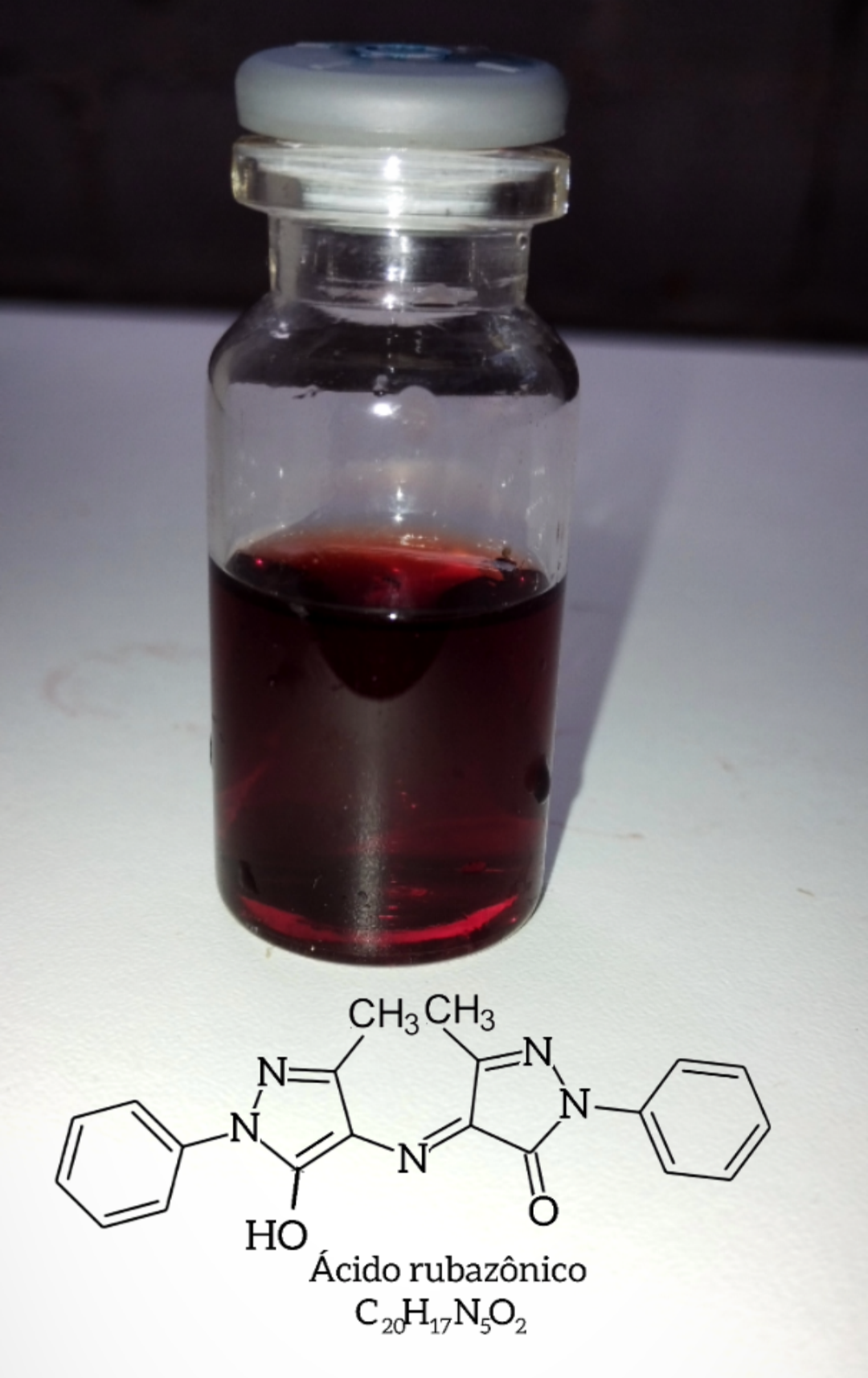
Solução hidroalcoólica de ácido rubazônico.

O ácido rubazônico pode ser produzido pela oxidação de fenil-pirazolonas, tanto pelo oxigênio do ar quanto por agentes oxidantes como o peróxido de hidrogênio ou permanganato de potássio. No entanto, alguns outros métodos de síntese são conhecidos.
A formação desse composto foi relatada pela primeira vez por Knorr em 1887, que a obteve a partir de 4-amino-1-fenil-3-metil-2-pirazolin-5-ona usando FeCl
3
 como agente oxidante.

## Usos
O composto é um corante, no entanto, embora tenha sido extensivamente estudado, encontra relativamente poucas aplicações atuais. Este composto e seus derivados podem ser úteis como corantes funcionais, por exemplo, para sensores ou materiais. O composto pode ser empregado como um teste colorimétrico para detecção de amônia,  no qual um precursor reage com a amônia na presença de um agente oxidante para formar o corante vermelho (uma reação um tanto semelhante à reação de Berthelot com formação de indofenol azul). Também tem sido utilizado em algumas fotografias coloridas.